# Волско око (архитектура)
Волско око (на френски: œil-de-bœuf) или окулус (на латински: oculus – озн.: „око“) е вид прозорец с кръгла форма, известен още от древността, която се преоткрива в романската и в готиката и по-късно се разпространява главно в епохата на барока и ар нувото. Представлява кръгъл или овален прозорец, който се използва предимно с декоративни цели над главните входове на сгради, над портали или в областта на фронтона. Често, също така, зазидани „псевдо“-прозорци са проектирани в тази форма. Кръглите прозорци с рамки от каменна резба се наричат розетки, а техните романски предшественици с форма на колело със спици се наричат прозорец-колело.
Окулус се наричат също така кръглите отвори в центъра на куполните сводове на камбанарийни кули на средновековни църковни сгради, през които могат да се пренасяни камбани и строителни материали за изграждането и последващата поддръжка на куловите конструкции. Окулите от този тип са известни още като куполни очи (вж. Окулус).
Разпространението не се ограничава до църковната архитектура. В късната романска архитектура този вид прозорец може да бъде срещнат и в светската архитектура на четириъгълни замъци под император Фридрих II Хоенщауфенски (напр.: Кастел дел Монте, Палацо Сан Джервазио, както и донжона в крепостта Лучера и др.), а по-късно и в дворцовото и вилно строителство от Ренесанса и Барока.
Волови очи се срещат и във фахверкови сгради.
- Шпайерската катедрала, окулус в романския параклис „Света Африка“
- Прозорец тип окулус в нефа на готическата базилика Сан Петронио в Болоня (1393 – 1479 г.)
- Волско око в Йезуитската църква във Франкфурт на Майн
- Волови очи на върха на кулата на замъка Ритберг (Северен Рейн-Вестфалия), пристроена през 17 век
- Три окула в областта на фронтона на двусемейна къща в Аугсбург
- Волови очи на северната фасада на църквата „Св. Троица“ (Регенсбург)

## Виж също
- Окулус

|  | Тази страница частично или изцяло представлява превод на страницата Ochsenauge (Architektur) в Уикипедия на немски. Оригиналният текст, както и този превод, са защитени от Лиценза „Криейтив Комънс – Признание – Споделяне на споделеното“, а за съдържание, създадено преди юни 2009 година – от Лиценза за свободна документация на ГНУ. Прегледайте историята на редакциите на оригиналната страница, както и на преводната страница, за да видите списъка на съавторите. ВАЖНО: Този шаблон се отнася единствено до авторските права върху съдържанието на статията. Добавянето му не отменя изискването да се посочват конкретни източници на твърденията, които да бъдат благонадеждни. |